# Hell in a Cell 2014
Hell in a Cell 2014 è stata la sesta edizione dell'omonimo evento in pay-per-view prodotto dalla WWE. L'evento si è svolto il 26 ottobre 2014 all'American Airlines Center di Dallas (Texas).

## Storyline
A Night of Champions, Dean Ambrose è tornato in WWE dopo un mese d'assenza attaccando il Mr. Money in the Bank Seth Rollins dopo che quest'ultimo aveva lanciato una open challenge a chiunque volesse affrontarlo. La sera stessa John Cena ha sconfitto il WWE World Heavyweight Champion Brock Lesnar per squalifica a causa dell'attacco di Rollins, il quale ha poi tentato di incassare il contratto del Money in the Bank ai danni di Lesnar; tuttavia ciò non è accaduto poiché lo stesso Rollins è stato messo in fuga da Cena e quindi Lesnar è rimasto campione. Nella puntata di Raw del 29 settembre Cena e Ambrose hanno sconfitto Kane e Randy Orton per squalifica dopo che Rollins ha attaccato Ambrose. Il 6 ottobre, a Raw, Cena ha sconfitto Rollins, Orton e Kane in un 3-on-1 Handicap match per squalifica. Triple H ha in seguito annunciato che Cena avrebbe affrontato Ambrose a Hell in a Cell, in cui il vincitore di tale match avrebbe poi ottenuto la possibilità di sfidare Rollins più tardi, nella stessa serata, in un Hell in a Cell match. Nell'edizione di SmackDown del 10 ottobre, durante il Miz TV, The Miz ha annunciato che Cena ed Ambrose si sarebbero affrontati con una stipulazione speciale, ossia un No Holds Barred Contract on a Pole match. Nella puntata di Raw del 13 ottobre Triple H ha cancellato il match tra Cena e Ambrose di Hell in a Cell, annunciando che i due si sarebbero affrontati più tardi, in serata, per determinare chi dovrà affrontare Rollins in pay-per-view. Nella stessa puntata, inoltre, Triple H ha stabilito che Randy Orton avrebbe ottenuto un match a Hell in a Cell contro il perdente dell'incontro tra Cena e Ambrose. A fine puntata Ambrose ha sconfitto Cena, ottenendo dunque la possibilità di affrontare Rollins in un Hell in a Cell match all'omonimo evento. La settimana successiva, a Raw, Triple H ha sancito un Hell in a Cell match tra Cena e Orton all'omonimo evento per determinare il contendente n°1 al WWE World Heavyweight Championship di Brock Lesnar.
Il 17 agosto, a SummerSlam, Nikki Bella ha effettuato un turn heel attaccando Brie Bella, causandone la sconfitta contro Stephanie McMahon. Il 13 ottobre, a Raw, Nikki ha interrotto l'intervista di Brie dicendo che la perdente del loro match di Hell in a Cell farà da assistente per 30 giorni alla vincitrice.
Dopo aver perso l'Intercontinental Championship a favore di Dolph Ziggler, The Miz ha iniziato una faida con lo United States Champion Sheamus. Nella puntata di Raw del 6 ottobre, The Miz ha sconfitto Sheamus in un match non titolato grazie all'interferenza di Damien Mizdow. Sette giorni dopo, a Raw, The Miz ha nuovamente sconfitto Sheamus per count-out. Il 14 ottobre la WWE ha annunciato che Sheamus avrebbe difeso lo United States Championship dall'assalto di The Miz a Hell in a Cell.
Nella puntata di SmackDown del 26 settembre, Big Show ha sconfitto Rusev per squalifica dopo che questi ha colpito Show con la bandiera russa. Nella puntata di Raw del 29 settembre, Big Show ha attaccato il bulgaro e tirato giù la bandiera russa da sopra il ring. A SmackDown del 3 ottobre, è invece Rusev ad attaccare Show. Nella puntata di Raw del 13 ottobre, Rusev ha sconfitto Big Show per squalifica a causa dell'intervento di Mark Henry che attacca il russo. Il 14 ottobre la WWE annuncia che Big Show e Rusev si affronteranno ad Hell in a Cell.
A Night of Champions, AJ Lee ha conquistato il WWE Divas Championship sconfiggendo la campionessa Paige in un Triple Threat match che ha incluso anche Nikki Bella. Il 29 settembre, a Raw, Alicia Fox sconfigge AJ; dopo il match la Fox e Paige attaccano AJ. Il 6 ottobre, a Raw, Paige e Alicia Fox hanno sconfitto AJ ed Emma. Nella puntata del 15º anniversario di SmackDown del 10 ottobre AJ sconfigge la Fox, dopodiché viene attacca da Paige e dalla stessa Fox per poi reagire. Nella puntata di Raw del 13 ottobre AJ Lee e Layla hanno sconfitto Paige e Alicia Fox nonostante il tradimento da parte di Layla nei confronti della campionessa femminile. Il 17 ottobre, a SmackDown, AJ ha sconfitto Layla; dopo il match AJ viene attacca da Paige. Il 20 ottobre viene annunciato che AJ Lee difenderà il Divas Championship dall'assalto di Paige ad Hell in a Cell.
Il 21 settembre, a Night of Champions, Goldust e Stardust hanno sconfitto gli Usos (Jey Uso e Jimmy Uso) conquistando così il WWE Tag Team Championship. Nella puntata di SmackDown del 26 settembre gli Usos hanno sconfitto Goldust e Stardust per squalifica in un rematch titolato; tuttavia i campioni hanno mantenuto i titoli di coppia. Il 20 ottobre è stato annunciato che Goldust e Stardust avrebbero difeso il WWE Tag Team Championship contro gli Usos a Hell in a Cell.
A Night of Champions Dolph Ziggler ha perso l'Intercontinental Championship a favore di The Miz; tuttavia, la sera seguente, Ziggler ha riconquistato il titolo sconfiggendo The Miz. Nella puntata di SmackDown del 26 settembre Cesaro ha vinto una Battle Royal, ottenendo così un match per il titolo intercontinentale di Ziggler; la sera stessa Ziggler ha difeso con successo il titolo contro Cesaro ma l'arbitro non si era accorto che durante lo schienamento vincente lo stesso Cesaro si era aggrappato alla corda più bassa del ring. Nella puntata di SmackDown del 29 settembre Ziggler ha difeso con successo il titolo in un Triple Threat match che includeva anche The Miz e Cesaro. Il 20 ottobre, a Raw, Cesaro ha sconfitto Ziggler in un match non titolato. Il 24 ottobre, a SmackDown, Ziggler ha invece difeso con successo il titolo contro Cesaro; più tardi è stato annunciato che Ziggler avrebbe difeso l'Intercontinental Championship contro Cesaro in un 2-out-of-3 Falls match a Hell in a Cell.

## Risultati
| #       | Incontri                                                               | Stipulazioni                                                                                 | Durata |
| ------- | ---------------------------------------------------------------------- | -------------------------------------------------------------------------------------------- | ------ |
| Kickoff | Mark Henry ha sconfitto Bo Dallas                                      | Single match                                                                                 | 00:32  |
| 1       | Dolph Ziggler (c) ha sconfitto Cesaro                                  | Two-out-of-three falls match per il WWE Intercontinental Championship                        | 12:18  |
| 2       | Nikki Bella ha sconfitto Brie Bella                                    | Single match                                                                                 | 06:22  |
| 3       | Goldust e Stardust (c) hanno sconfitto gli Usos                        | Tag team match per il WWE Tag Team Championship                                              | 10:21  |
| 4       | John Cena ha sconfitto Randy Orton                                     | Hell in a cell match per determinare il primo sfidante al WWE World Heavyweight Championship | 25:52  |
| 5       | Sheamus (c) ha sconfitto The Miz (con Damien Sandow)                   | Single match per il WWE United States Championship                                           | 08:20  |
| 6       | Rusev (con Lana) ha sconfitto Big Show (con Mark Henry) per KO tecnico | Single match                                                                                 | 07:55  |
| 7       | AJ Lee (c) ha sconfitto Paige (con Alicia Fox) per sottomissione       | Single match per il WWE Divas Championship                                                   | 06:50  |
| 9       | Seth Rollins ha sconfitto Dean Ambrose                                 | Hell in a cell match                                                                         | 14:03  |